# 台湾木灵藓
台湾木灵藓（学名：Orthotrichum taiwanense）为木灵藓科木灵藓属下的一个种。